# El Tros (Erinyà)
El Tros, és un camp de conreu del terme municipal de Conca de Dalt, al Pallars Jussà, a l'antic terme de Toralla i Serradell, en el territori del poble d'Erinyà.
Està situat a ponent d'Erinyà, al costat sud de la Pista de Serradell i a l'esquerra del riu de Serradell. És al nord de Baell, a migdia de Formiguera, al nord-oest de la Creu i al nord-est d'Olivella.